# キム・ヘラン
キム・ヘラン（ハングル: 김해란、金海蘭、1984年3月16日 - ）は、韓国の元女子バレーボール選手。元韓国代表。

## 来歴
小学校5年の時にバレーボールを始める。2002年のドラフトで韓国道路公社ハイパスに入団。韓国代表のリベロに選出され、2006年世界選手権、2007年ワールドカップ、2008年北京オリンピック世界最終予選に出場した。
2015年のシーズンオフにイム・ミョンオクとのトレードでKGC人参公社に移籍した。2017年、FA権を行使して興国生命ピンクスパイダーズに移籍した。
2020年に出産のため引退したが、翌2021年に現役復帰。
2024年に現役引退。同年デビューのハン・ソンイとともにVリーグ発足前の実業団リーグを経験した最後の選手となった。

## 所属チーム
- 韓国道路公社ハイパス（2003-2015年）
- KGC人参公社（2015-2017年）
- 興国生命ピンクスパイダーズ（2017-2020年、2021-2024年）

## 球歴
- オリンピック - 2012年（4位）、2016年
- 世界選手権 - 2006年（13位）
- ワールドカップ - 2007年（8位）
- ワールドグランドチャンピオンズカップ - 2009年（5位）
- ワールドグランプリ - 2009年（12位）
- アジア選手権 - 2007年（4位）、2009年（4位）、2013年（3位）

## 受賞歴
- 2013年 - アジア選手権 ベストリベロ